# أرت كووي
أرت كووي هو سياسي كندي، ولد في 17 سبتمبر 1934 في كندا، وتوفي في 21 نوفمبر 2009 في نفس البلد. حزبياً، نشط في BC United ‏.